# 5 (маршрут метро, Нью-Йорк)
5 Lexington Avenue Express — маршрут Нью-Йоркского метрополитена, проходящий в Бронксе, Манхэттене и Бруклине. Маршрут проходит по линиям Уайт-Плейнс-роуд, Ай-ар-ти, Дайр-авеню, Ай-ар-ти, Джером-авеню, Ай-ар-ти, Лексингтон-авеню, Ай-ар-ти, Истерн-Паркуэй, Ай-ар-ти, и Ностранд-авеню, Ай-ар-ти. На картах, станциях, вагонах и т. д. он обозначается зелёным цветом, поскольку проходит по линии Лексингтон-авеню.
Маршрут 5 работает круглосуточно. В будни, кроме вечера и ночи, поезда маршрута ходят между Eastchester—Dyre Avenue в Бронксе и Brooklyn College—Flatbush Avenue в Бруклине, будучи экспрессами везде, кроме Бронкса. В часы пик в пиковом направлении, поезда следуют экспрессом в Бронксе, при этом для части рейсов в этом же направлении северной конечной станцией становится Nereid Avenue или Gun Hill Road, а южной конечной — Crown Heights—Utica Avenue или New Lots Avenue.
Вечером и в выходные, кроме ночи, маршрут 5 ходит между Dyre Avenue и Bowling Green, экспрессом в Манхэттене и локальным в Бронксе. Ночью он превращается в челнок между Dyre Avenue и East 180th Street в Бронксе, откуда маршрут 2 идёт до южного Бронкса, Манхэттена и Бруклина.
Маршрут разделяется на две части к северу после East 180th Street, далее вместе с 2 идёт по IRT White Plains Road Line до Nereid Avenue, а по IRT Dyre Avenue Line до Dyre Avenue.

## Челнок по Dyre Avenue
East 180th Street—Dyre Avenue Shuttle или Dyre Avenue Shuttle был создан как новый маршрут метрополитена, и действовал круглые сутки в 1941 году, между бывшей East 180th Street (NYW&B и Dyre Avenue, которая была последней станцией. Пассажиры могли делать переход между Dyre Avenue Line и IRT White Plains Road Line на East 180th Street, как между двумя линиями, не имеющими ни общей станции, ни соединения между собой.

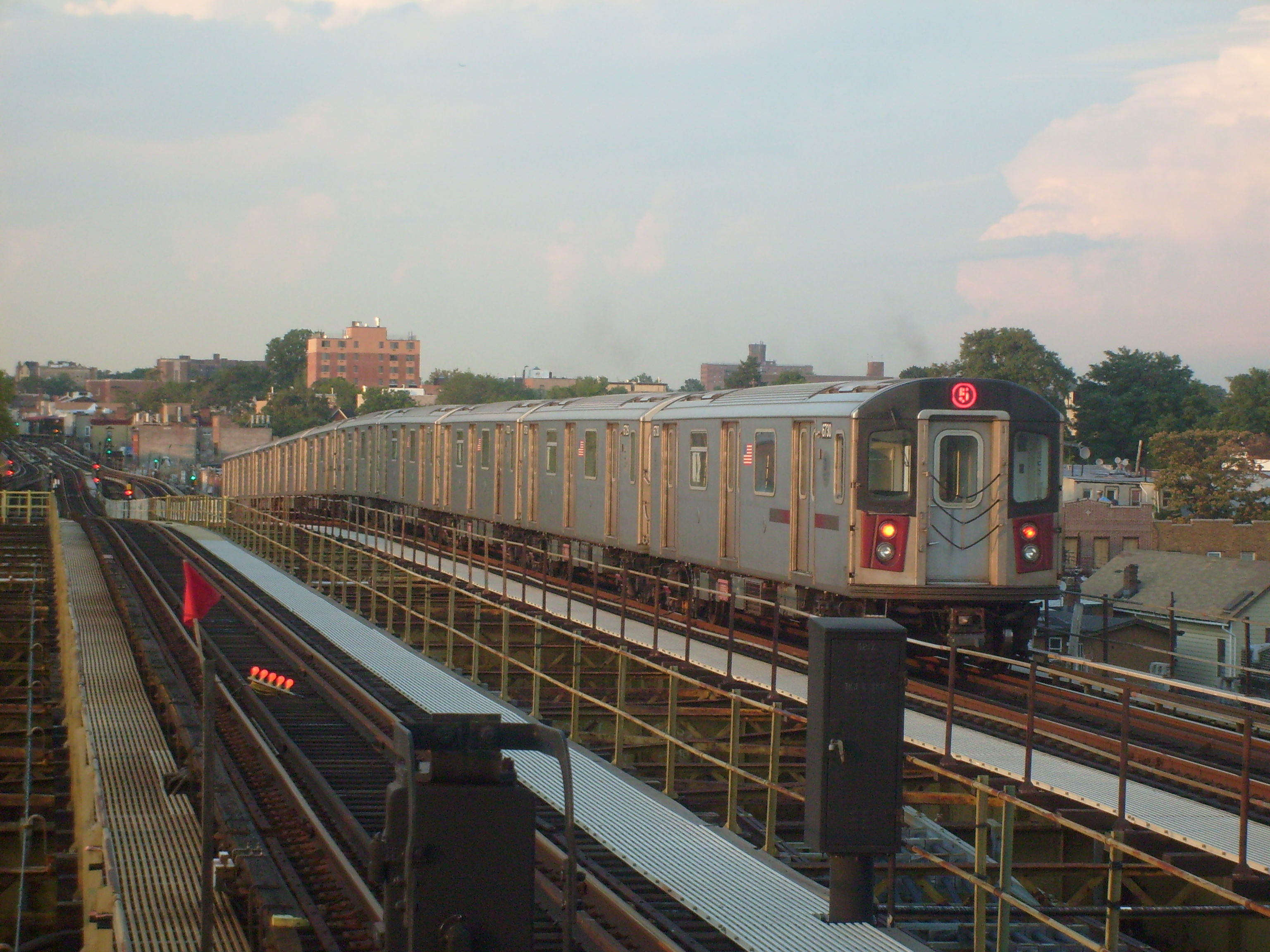
5 R142 прибывает на Gun Hill Road в Бронксе

В 1957 году открылось пролётное соединение между станциями на этих линиях, пустив поезда 2 маршрута из Манхэттена на Dyre Avenue. В это же время была закрыта станция бывшей NYW&B и часпиковые челноки Dyre Avenue переадресовали на станцию White Plains Road Line. Эти челноки первоначально обозначались 2 как круглосуточно работающий маршрут, позже они получили номер 9.
Нечаспиковые челноки Dyre Avenue по-прежнему ходят, но под номером 5, став ночным вариантом полноценного маршрута.

## История маршрута
| Час пиковый, обозначался в алмазном виде до мая 2005 |

Секция от East 180th Street до Dyre Avenue был однажды главой линией NYW&B, со стандартной колеёй электрифицированная ж/д построенная для NH. После закрытия в 1937 году, всё было продано.
В 1940 Нью-Йорк купил отрезок и начал интеграцию линии к системе метро. Дорога севернее городской линии к Уайт-Плейнсу и Порт-Честеру, была быстро демонтирована. Секция ниже East 180th Street к Greens Farm Junction была однажды использована для взаимообмена с New Haven (позже Penn Central и Conrail) к передаче вагонов метро и другого оборудования для системе. Секция была разобрана.
В начале 1934, поезда работали нормально от 241st Street или East 180th Street до Atlantic Avenue. В часы пик они были продлены до Utica Avenue.
С 1938 до 1950, выходные поезда работают до Utica Avenue. После этих лет они были продлены до New Lots Avenue, но шли изредка.
С начала 3 мая 1957, ограниченное час пиковых поездов, работало до Flatbush Avenue. Это было прекращено 8 апреля, 1960.
С 24 мая, 1976 по 1980, полуденные поезда шли до Bowling Green.
Начиная с 10 июля 1983, весь час пиковый маршрут работал до Flatbush Avenue, с ограничением до/от Utica или New Lots Avenue.
18 января 1988, полуденные поезда уже на совсем идут до Bowling Green.
В 1995 году, час пиковый маршрут к 241st Street, был возвращён к Nereid Avenue.
С 27 октября до 21 ноября 2008, полуденные поезда работали до Flatbush Avenue.

## Маршрут
Используемые пути в зависимости от дня недели и времени суток
| Ниреид-авеню                           | Бронкс-парк-Ист                       | локальные пути; только в пиковом направлении                   | —              | —              | —              |  |  |  |  |  |  |
|                                        |                                       |                                                                |                |                |                |  |  |  |  |  |  |
| Истчестер — Дайр-авеню                 | Моррис-парк                           | локальные пути                                                 | локальные пути | локальные пути | локальные пути |  |  |  |  |  |  |
| Ист 180-я улица                        | Ист 180-я улица                       | экспресс-путь в пиковом направлении, локальный путь в обратном | локальные пути | локальные пути | экспресс-пути  |  |  |  |  |  |  |
| Уэст-Фармс-сквер — Ист-Тремонт-авеню   | Джексон-авеню                         | экспресс-путь в пиковом направлении, локальный путь в обратном | локальные пути | локальные пути | —              |  |  |  |  |  |  |
| Третья авеню — 149-я улица             | 138-я улица — Гранд-Конкорс           | локальные пути                                                 | локальные пути | локальные пути | —              |  |  |  |  |  |  |
| 125-я улица                            | Бруклинский мост — Сити-холл          | экспресс-пути                                                  | экспресс-пути  | экспресс-пути  | —              |  |  |  |  |  |  |
| Фултон-стрит                           | Боулинг-Грин                          | локальные пути                                                 | локальные пути | локальные пути | —              |  |  |  |  |  |  |
| Боро-холл                              | Боро-холл                             | локальные пути                                                 | локальные пути | —              | —              |  |  |  |  |  |  |
| Хойт-стрит                             | Франклин-авеню — Медгар-Эверс-колледж | экспресс-пути                                                  | экспресс-пути  | —              | —              |  |  |  |  |  |  |
| Президент-стрит — Медгар-Эверс-колледж | Флатбуш-авеню — Бруклинский колледж   | локальные пути                                                 | локальные пути | —              | —              |  |  |  |  |  |  |
|                                        |                                       |                                                                |                |                |                |  |  |  |  |  |  |
| Ностранд-авеню                         | Краун-Хайтс — Ютика-авеню             | экспресс-пути; только в пиковом направлении (часть рейсов)     | —              | —              | —              |  |  |  |  |  |  |

Схема маршрута
| Условные обозначения |
| для дней и часов работы маршрутов (более точно указано во всплывающих подсказках при этих обозначениях): |
| --- |
| круглосуточно круглосуточно, кроме ночи круглосуточно, кроме будней днём (либо часов пик) в пиковом направлении в будни днём (и, возможно, вечером) в будни круглосуточно в часы пик в будни днём (либо в часы пик) в пиковом направлении в будни днём (либо в часы пик) в направлении, обратном пиковому в выходные ночью ночью и в выходные (и, возможно, вечером) нет движения поездов |

|  |

| 2 — в часы пик · 2 — в часы пик |

|  |
|  |
|  |

| 2 — в часы пик · 2 — в часы пик |
| Вудлон (Metro-North)[англ.]     |

|  |

| 2 — в часы пик · 2 — в часы пик |

|  |

| 2 — в часы пик · 2 — в часы пик |

|  |
|  |
|  |

| 2 — в часы пик · 2 — в часы пик    |
| Уильямс-Бридж (Metro-North)[англ.] |

|  |

| 2 — в часы пик · 2 — в часы пик |

|  |

| 2 — в часы пик · 2 — в часы пик |

|  |

| 2 — в часы пик · 2 — в часы пик |

|  |

| 2 — в часы пик · 2 — в часы пик |

|  |

|  |

|  |

|  |

|  |

|  |

|  |

|  |

|  |

|  |

|  |

|  |

|  |

| 2 — круглосуточно · 2 — круглосуточно |

|  |

| 2 — круглосуточно, кроме ночи · 2 — круглосуточно, кроме ночи |

|  |

| 2 — круглосуточно, кроме ночи · 2 — круглосуточно, кроме ночи |

|  |

| 2 — круглосуточно, кроме ночи · 2 — круглосуточно, кроме ночи |

|  |

| 2 — круглосуточно, кроме ночи · 2 — круглосуточно, кроме ночи |

|  |

| 2 — круглосуточно, кроме ночи · 2 — круглосуточно, кроме ночи |

|  |

| 2 — круглосуточно, кроме ночи · 2 — круглосуточно, кроме ночи |

|  |

| 2 — круглосуточно, кроме ночи · 2 — круглосуточно, кроме ночи |

|  |

| 2 — круглосуточно, кроме ночи · 2 — круглосуточно, кроме ночи |

|  |
|  |
|  |

| 2 — круглосуточно, кроме ночи · 2 — круглосуточно, кроме ночи | на той же станции           |
| 4 — круглосуточно, кроме ночи · 4 — круглосуточно, кроме ночи | 149-я улица — Гранд-Конкорс |

|  |

| 4 — круглосуточно, кроме часов пик в пиковом направлении и ночи · 4 — круглосуточно, кроме часов пик в пиковом направлении и ночи |

|  |
|  |
|  |

| 4 — круглосуточно, кроме ночи · 4 — круглосуточно, кроме ночи · 6 — круглосуточно, кроме ночи · 6 — круглосуточно, кроме ночи · <6> — в будни днём в пиковом направлении · <6> — в будни днём в пиковом направлении |
| Харлем — 125-я улица (Metro-North)[англ.] |

|  |

|  |

|  |

|  |

|  |

| 4 — круглосуточно, кроме ночи · 4 — круглосуточно, кроме ночи · 6 — круглосуточно, кроме ночи · 6 — круглосуточно, кроме ночи · <6> — в будни днём в пиковом направлении · <6> — в будни днём в пиковом направлении |

|  |

|  |

|  |
|  |
|  |
|  |
|  |

| 4 — круглосуточно, кроме ночи · 4 — круглосуточно, кроме ночи · 6 — круглосуточно, кроме ночи · 6 — круглосуточно, кроме ночи · <6> — в будни днём в пиковом направлении · <6> — в будни днём в пиковом направлении | на той же станции             |
| N — круглосуточно, кроме ночи · N — круглосуточно, кроме ночи · R — круглосуточно, кроме ночи · R — круглосуточно, кроме ночи · W — в будни днём и вечером до 23:00 · W — в будни днём и вечером до 23:00 | Лексингтон-авеню — 59-я улица |
| F — круглосуточно, кроме ночи · F — круглосуточно, кроме ночи · <F> — в часы пик в пиковом направлении · <F> — в часы пик в пиковом направлении · N — часть рейсов в часы пик в пиковом направлении · N — часть рейсов в часы пик в пиковом направлении · Q — круглосуточно, кроме ночи · Q — круглосуточно, кроме ночи | Лексингтон-авеню — 63-я улица |
| Канатная дорога острова Рузвельт |                               |

|  |

|  |
|  |
|  |
|  |
|  |

| 4 — круглосуточно, кроме ночи · 4 — круглосуточно, кроме ночи · 6 — круглосуточно, кроме ночи · 6 — круглосуточно, кроме ночи · <6> — в будни днём в пиковом направлении · <6> — в будни днём в пиковом направлении | на той же станции  |
| 7 — круглосуточно, кроме ночи · 7 — круглосуточно, кроме ночи · <7> — в часы пик в пиковом направлении · <7> — в часы пик в пиковом направлении                                                                     | Центральный вокзал |
| S (челнок 42-й улицы) — круглосуточно, кроме ночи · S (челнок 42-й улицы) — круглосуточно, кроме ночи | Центральный вокзал |
| Центральный вокзал Нью-Йорка |                    |

|  |

|  |

|  |

|  |
|  |
|  |

| 4 — круглосуточно, кроме ночи · 4 — круглосуточно, кроме ночи · 6 — круглосуточно, кроме ночи · 6 — круглосуточно, кроме ночи · <6> — в будни днём в пиковом направлении · <6> — в будни днём в пиковом направлении                                                       | на той же станции        |
| L — круглосуточно, кроме ночи · L — круглосуточно, кроме ночи | Юнион-сквер              |
| N — круглосуточно, кроме ночи · N — круглосуточно, кроме ночи · Q — круглосуточно, кроме ночи · Q — круглосуточно, кроме ночи · R — круглосуточно, кроме ночи · R — круглосуточно, кроме ночи · W — в будни днём и вечером до 23:00 · W — в будни днём и вечером до 23:00 | 14-я улица — Юнион-сквер |

|  |

|  |

|  |

|  |

|  |
|  |
|  |

| 4 — круглосуточно, кроме ночи · 4 — круглосуточно, кроме ночи · 6 — круглосуточно, кроме ночи · 6 — круглосуточно, кроме ночи · <6> — в будни днём в пиковом направлении · <6> — в будни днём в пиковом направлении | на той же станции |
| J — круглосуточно, кроме ночи · J — круглосуточно, кроме ночи · Z — в часы пик в пиковом направлении · Z — в часы пик в пиковом направлении                                                                         | Чеймберс-стрит    |

|  |
|  |
|  |
|  |
|  |

| 4 — круглосуточно, кроме ночи · 4 — круглосуточно, кроме ночи                                                                               | на той же станции |
| 2 — круглосуточно, кроме ночи · 2 — круглосуточно, кроме ночи · 3 — круглосуточно, кроме ночи · 3 — круглосуточно, кроме ночи               | Фултон-стрит      |
| A — круглосуточно, кроме ночи · A — круглосуточно, кроме ночи · C — круглосуточно, кроме ночи · C — круглосуточно, кроме ночи               | Фултон-стрит      |
| J — круглосуточно, кроме ночи · J — круглосуточно, кроме ночи · Z — в часы пик в пиковом направлении · Z — в часы пик в пиковом направлении | Фултон-стрит      |
| Всемирный торговый центр (PATH)[англ.] |                   |

|  |

| 4 — круглосуточно, кроме ночи · 4 — круглосуточно, кроме ночи |

|  |

| 4 — круглосуточно, кроме ночи · 4 — круглосуточно, кроме ночи |

|  |
|  |
|  |

| 4 — в будни днём · 4 — в будни днём | на той же станции |
| 2 — в будни днём · 2 — в будни днём · 3 — в будни днём · 3 — в будни днём                                                                   | Боро-холл         |
| R — в будни днём · R — в будни днём · W — часть рейсов в часы пик в пиковом направлении · W — часть рейсов в часы пик в пиковом направлении | Корт-стрит        |

|  |

|  |

| 2 — в будни днём · 2 — в будни днём · 3 — в будни днём · 3 — в будни днём · 4 — в будни днём · 4 — в будни днём |

|  |
|  |
|  |
|  |
|  |

| 2 — в будни днём · 2 — в будни днём · 3 — в будни днём · 3 — в будни днём · 4 — в будни днём · 4 — в будни днём | на той же станции               |
| B — в будни днём · B — в будни днём · Q — в будни днём · Q — в будни днём | Атлантик-авеню — Барклайс-центр |
| D — в будни днём · D — в будни днём · N — в будни днём · N — в будни днём · R — в будни днём · R — в будни днём · W — часть рейсов в часы пик в пиковом направлении · W — часть рейсов в часы пик в пиковом направлении | Атлантик-авеню — Барклайс-центр |
| вокзал Атлантик[англ.] |                                 |

|  |

|  |

|  |

|  |
|  |
|  |

| 2 — в будни днём · 2 — в будни днём · 3 — в будни днём · 3 — в будни днём · 4 — в будни днём · 4 — в будни днём | на той же станции |
| S (челнок Франклин-авеню) — в будни днём · S (челнок Франклин-авеню) — в будни днём                             | Ботанический сад  |

|  |

|  |

|  |

|  |

| 2 — в будни днём · 2 — в будни днём |

|  |

|  |

| 2 — в будни днём · 2 — в будни днём |

|  |

|  |

| 2 — в будни днём · 2 — в будни днём |

|  |

|  |

| 2 — в будни днём · 2 — в будни днём |

|  |

|  |

| 2 — в будни днём · 2 — в будни днём |

|  |

|  |

| 2 — в будни днём · 2 — в будни днём |

|  |

|  |

| 2 — в будни днём · 2 — в будни днём |

|  |

|  |

|  |

| 2 — часть рейсов в часы пик в пиковом направлении · 2 — часть рейсов в часы пик в пиковом направлении · 3 — в часы пик · 3 — в часы пик · 4 — в часы пик · 4 — в часы пик |